# 天主教約拉教區
天主教約拉教區 （拉丁語：Dioecesis Yolaënsis）是尼日利亞一個羅馬天主教教區，屬喬斯總教區。
教區的前身是一個宗座監牧區，成立於1950年7月14日，1962年7月2日升為教區。
教區2010年有教友182,742人（佔轄區人口5.2%）、廿八個堂區、四十名司鐸。現任教區主教為德望‧達米‧馬姆扎。